# Espee Range
Espee Range är ett berg i Kanada.   Det ligger i provinsen British Columbia, i den centrala delen av landet, 3 600 km väster om huvudstaden Ottawa. Toppen på Espee Range är 2 122 meter över havet, eller 194 meter över den omgivande terrängen. Bredden vid basen är 1,2 km.
Terrängen runt Espee Range är bergig åt sydost, men åt nordväst är den kuperad. Trakten runt Espee Range är nära nog obefolkad, med mindre än två invånare per kvadratkilometer.. Det finns inga samhällen i närheten.
I omgivningarna runt Espee Range växer i huvudsak barrskog.